# Eivind Henriksen
Eivind Henriksen (Oslo, 14 de setembro de 1990) é um atleta do lançamento de martelo norueguês, medalhista olímpico.
Nos Jogos Olímpicos de Verão de 2020, conquistou a medalha de prata com a marca de 81,58 metros, seu recorde pessoal. Entre outros resultados significativos, Henriksen ficou em sexto lugar no Campeonato Mundial de 2019 e em quinto no Campeonato Europeu de 2018.